# Mažice
Mažice (en allemand : Maschitz) est une commune du district de Tábor, dans la région de Bohême-du-Sud, en République tchèque. Sa population s'élevait à 126 habitants en 2020.

## Géographie
Mažice se trouve à 7 km au nord-ouest du centre de Veselí nad Lužnicí, à 23 km au sud-sud-ouest de Tábor, à 29 km au nord-nord-est de České Budějovice et à 97 km au sud de Prague.
La commune est limitée par Borkovice au nord-est et à l'est, par Sviny et Dolní Bukovsko au sud et par Zálší à l'ouest.

## Histoire
La première mention écrite du village date de 1354.

## Patrimoine

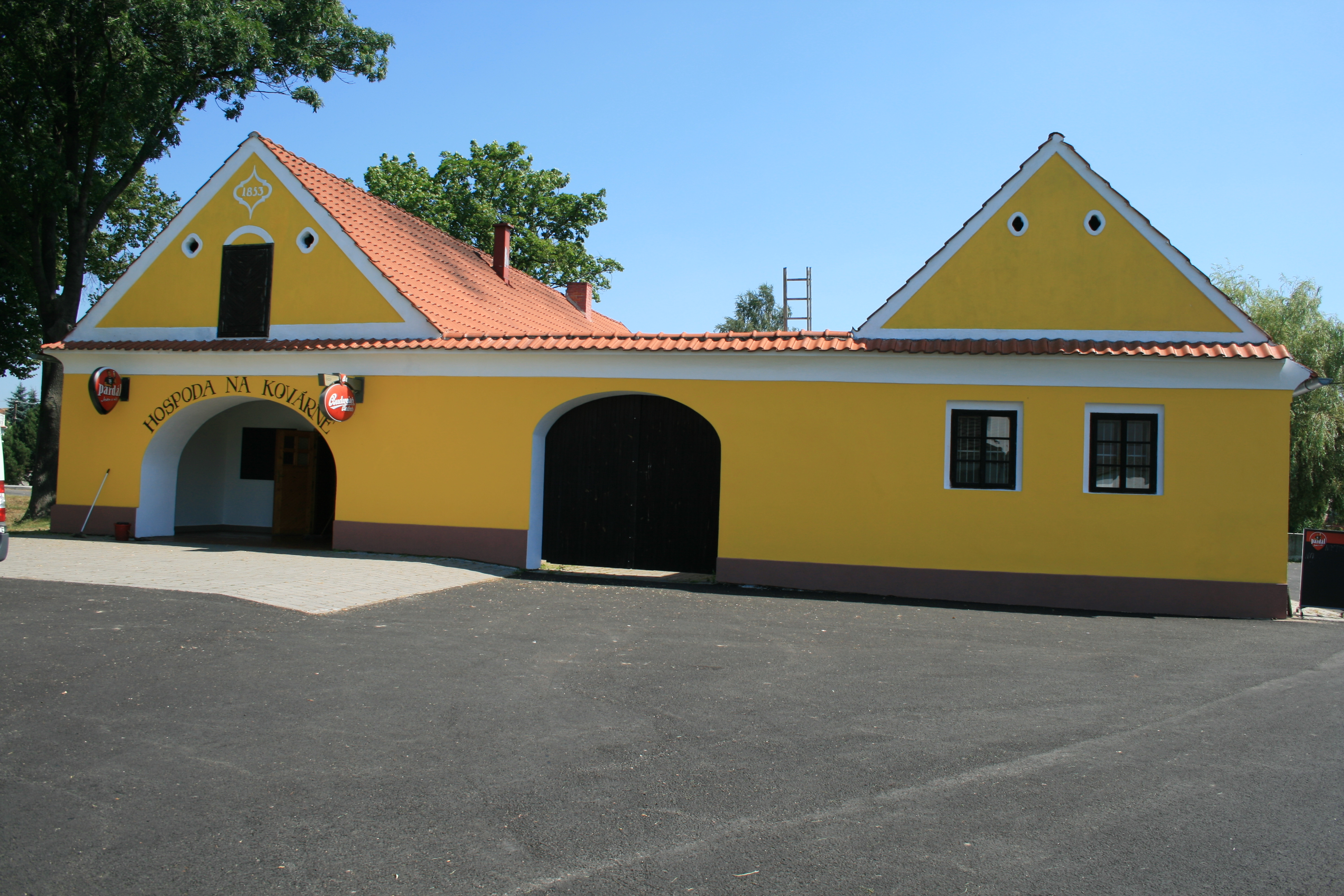
Bâtiment rural à Kovarna..
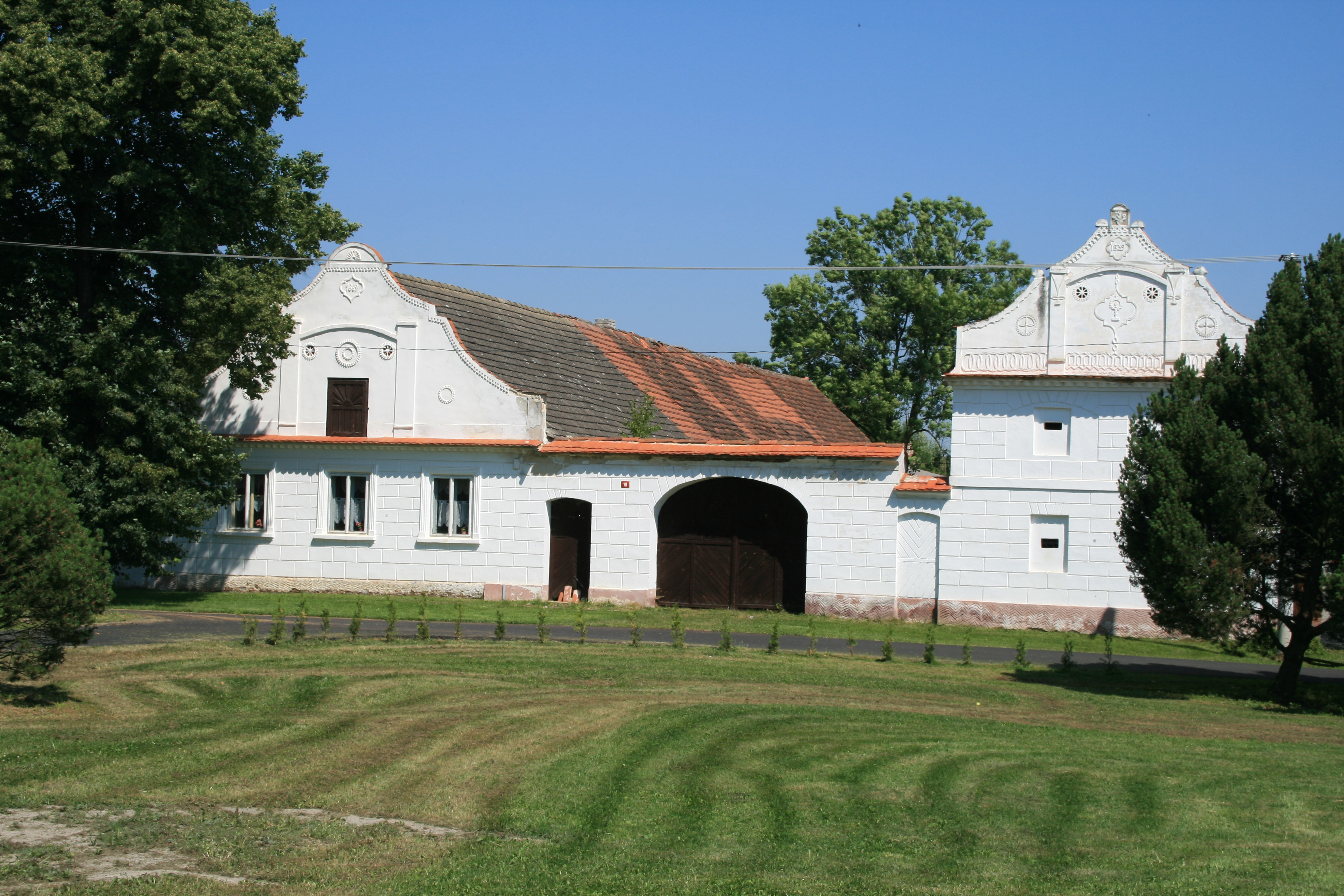
Maison rurale de style baroque.
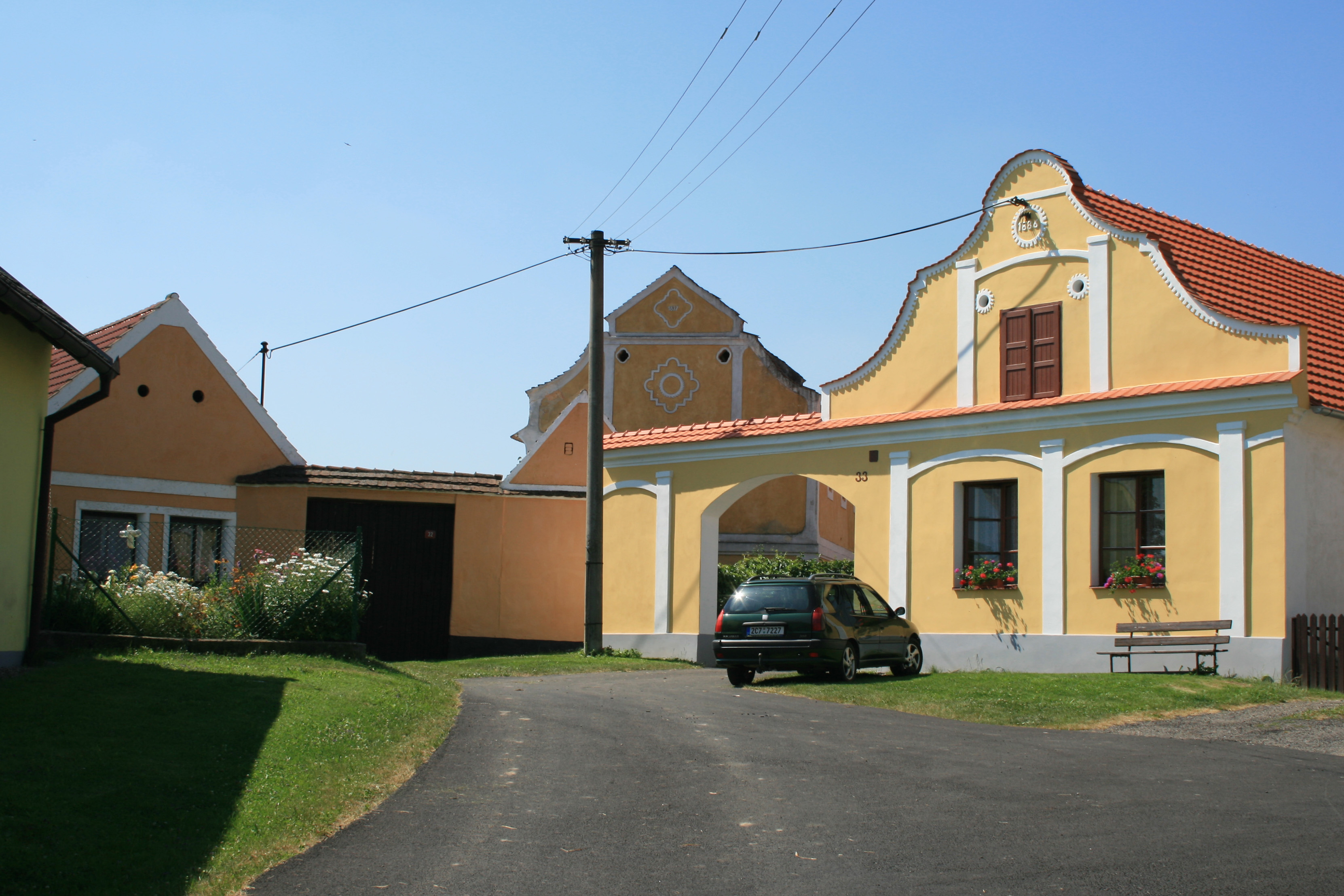
Maison rurale de style baroque.